# Kanton Salon-de-Provence
Kanton Salon-de-Provence (fr. Canton de Salon-de-Provence) je francouzský kanton v departementu Bouches-du-Rhône v regionu Provence-Alpes-Côte d'Azur. Skládá se ze dvou obcí Grans a Salon-de-Provence.